# MyWay Airlines
Myway Airlines (груз. მაივეი ეარლაინს) — грузинская авиакомпания, базирующаяся в Тбилисском международном аэропорту.

## История
В мае 2016 года китайская Hualing Group объявила о планах по созданию международной авиакомпании, базирующейся в Грузии. Во время встречи с премьер-министром Грузии Гиоргием Квирикашвили президент китайской фирмы Ми Хуа заявил, что группа планирует открыть рейсы в Европу и Азию со своей базы в Тбилиси.
26 февраля 2018 года авиакомпания получила сертификат эксплуатанта (AOC) начала полеты в мае 2018 года.
3 апреля 2018 года авиакомпания совершила свой первый рейс из Тбилиси в Тегеран, в котором приняли участие представители СМИ, туроператоры, работающие на грузинском рынке, и представители государственных органов. Рейсы между Тбилиси и Тель-Авивом начались 28 июня 2018 года.
В настоящее время авиакомпания выполняет регулярные регулярные рейсы, а также чартерные рейсы по различным направлениям.

## Направления
По состоянию на май 2021 года Myway Airlines выполняет рейсы по следующим направлениям:
| Город     | Страна  | Аэропорт                       | Примечания |
| --------- | ------- | ------------------------------ | ---------- |
| Тбилиси   | Грузия  | Международный аэропорт Тбилиси |            |
| Тель-Авив | Израиль | Аэропорт Бен-Гурион            |            |

## Флот

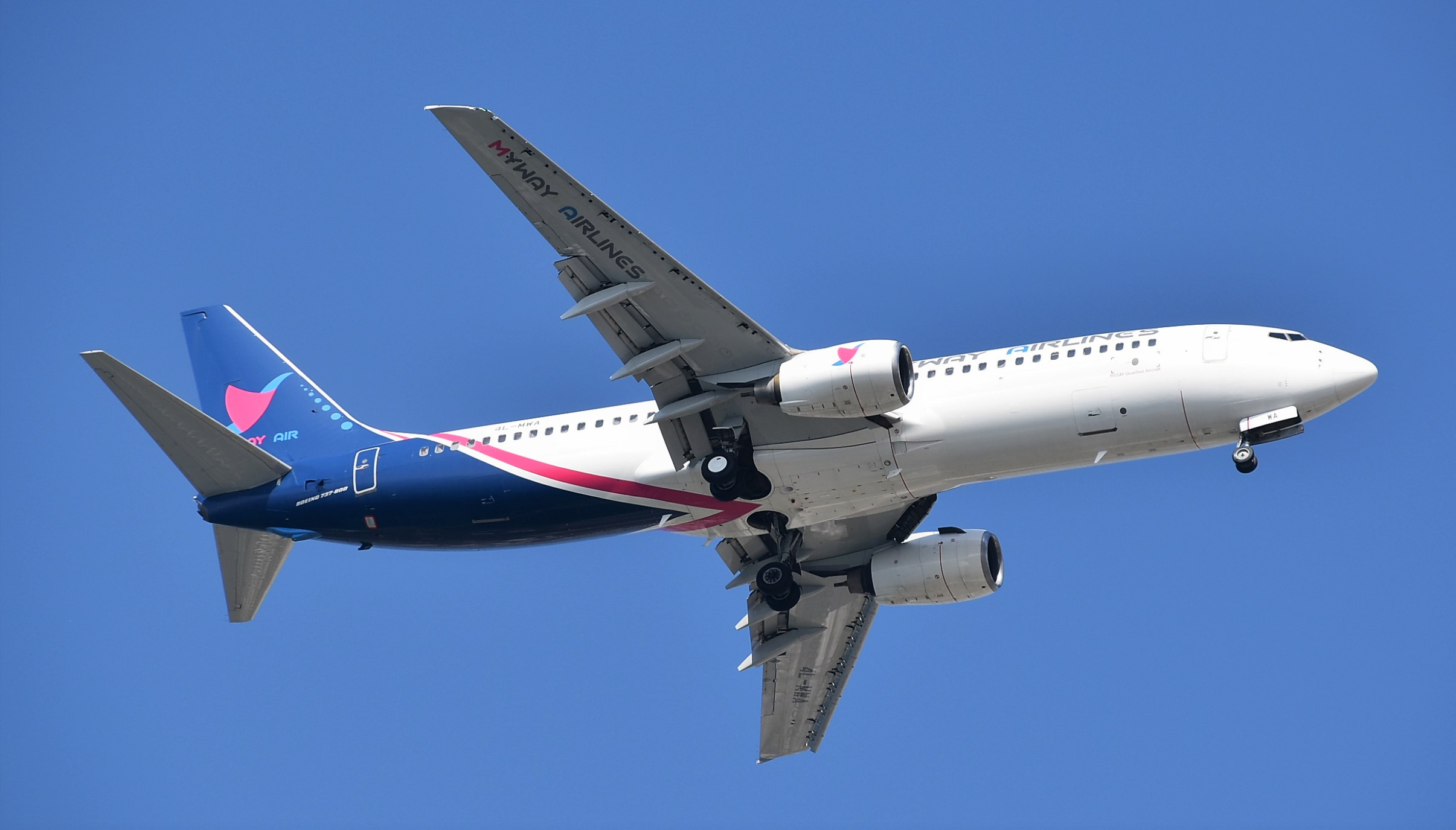
MyWay Airlines Boeing 737-800

По состоянию на май 2021 года Myway Airlines эксплуатирует следующие самолеты:
| Самолёт        | Количество | Заказано | Мест | Мест | Мест  | Примечания |
| Самолёт        | Количество | Заказано | Y    | C    | Всего | Примечания |
| -------------- | ---------- | -------- | ---- | ---- | ----- | ---------- |
| Boeing 737-800 | 2          | 0        | 162  | 8    | 170   |            |
| Всего          | 2          | 0        |      |      |       |            |